# آروورزینها
آروورزینها (به پرتغالی: Arvorezinha) یک منطقهٔ مسکونی در برزیل است که در ریو گرانده جنوبی واقع شده‌است. آروورزینها ۲۷۱٫۶۴۳ کیلومتر مربع مساحت و ۱۰٬۴۲۳ نفر جمعیت دارد و ۷۵۰ متر بالاتر از سطح دریا واقع شده‌است.